# Ejn Kerem

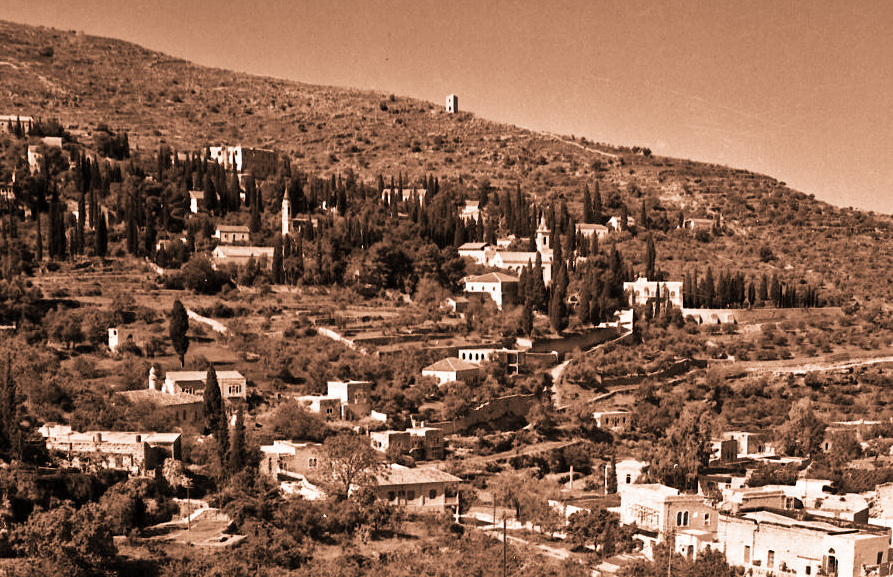
Ejn Kerem na snímku z roku 1954

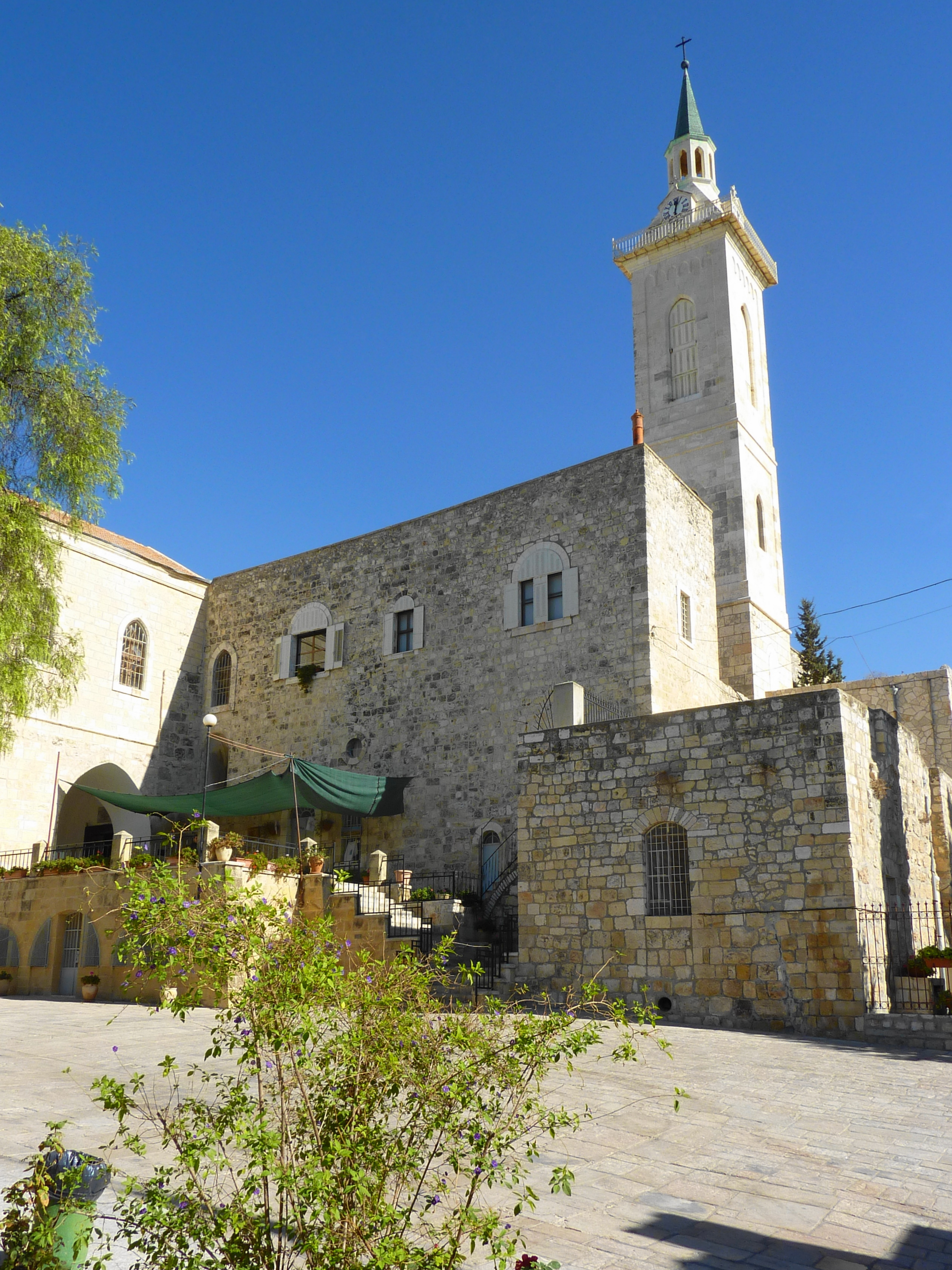
Kostel sv. Jana Křtitele

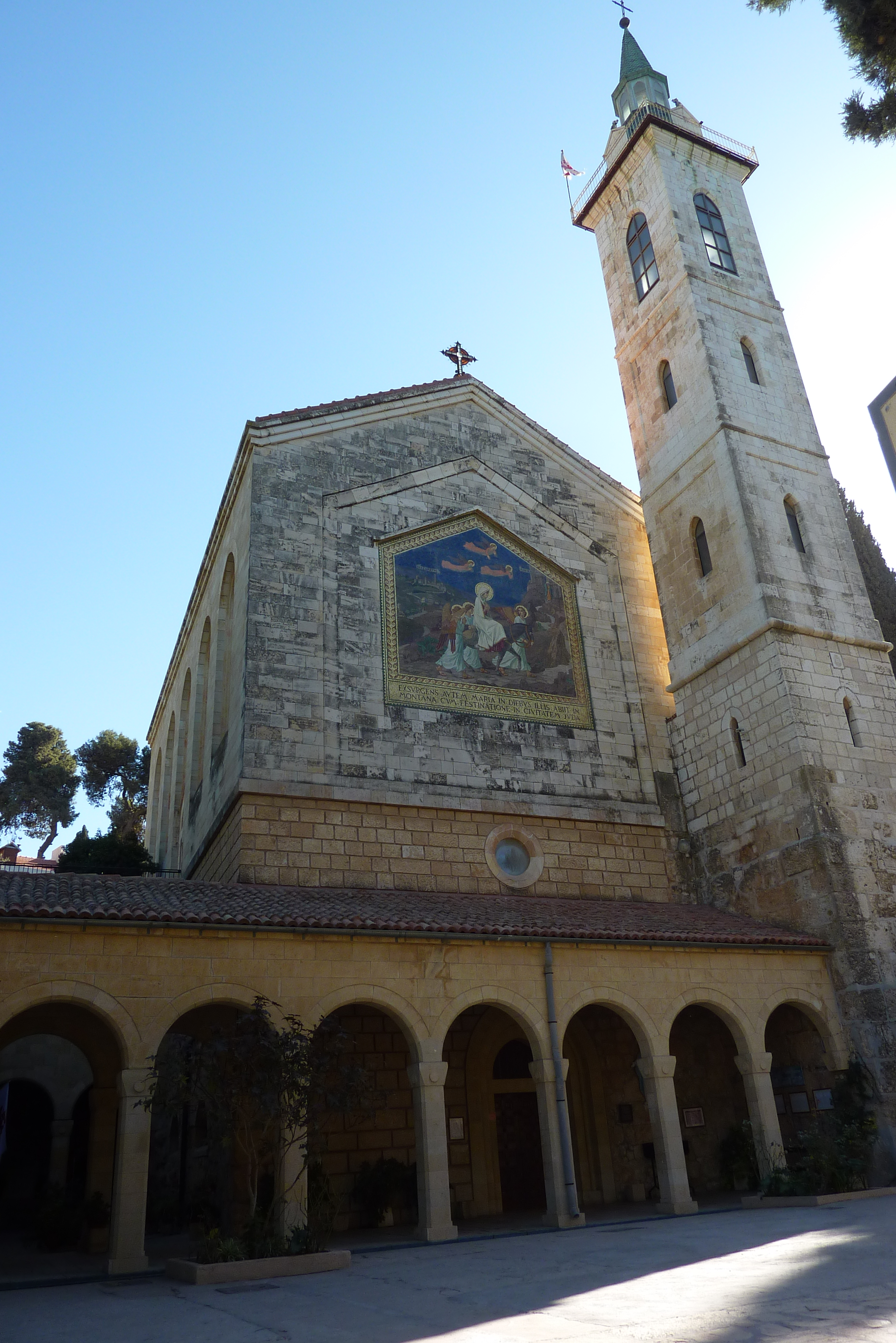
Kostel Navštívení

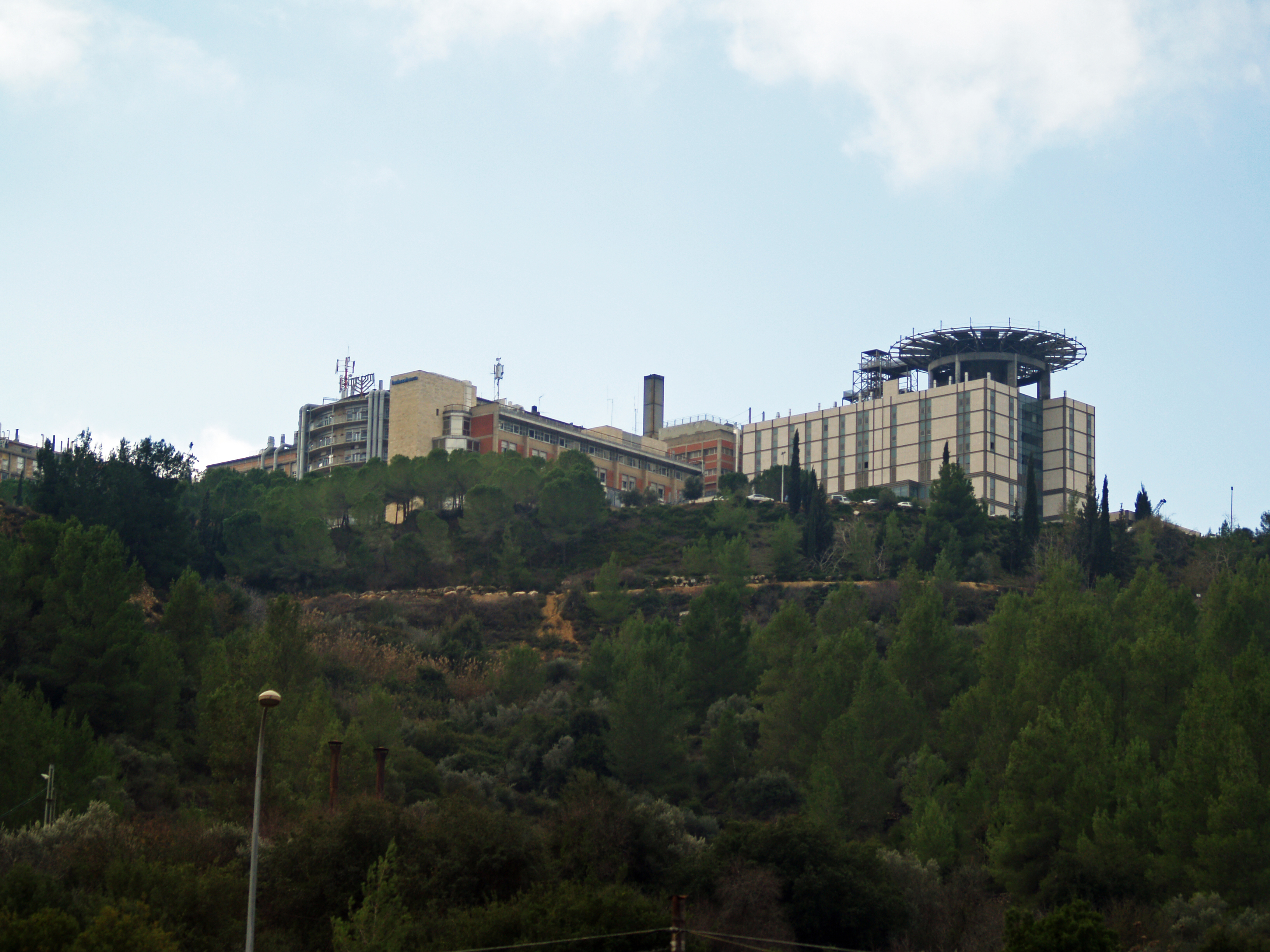
Nemocnice Hadasa nad Ejn Kerem.

Ejn Kerem, někdy též Ein Karem (hebrejsky עין כרם‎, arabsky عين كارم‎ (výslovnost Ajn Kárim, česky Viniční Pramen) je starobylá osada, nyní městská čtvrť v západní části Jeruzaléma v Izraeli.

## Geografie
Leží v nadmořské výšce okolo 650 metrů, cca 7 kilometrů západně od Starého Města. Na východě s ní sousedí čtvrť Kirjat ha-Jovel. Nachází se na vyvýšené terase na severních svazích hory Har Ora, která pak dál k severu prudce spadá do vádí Nachal Ejn Kerem, na jehož protější straně se zvedá vrch s areálem Jad vašem připomínajícím holokaust. Jižně a západně od čtvrtě již začíná zalesněná krajina Jeruzalémského koridoru. Jihozápadně od Ejn Kerem stojí na izolovaném návrší komplex nemocnice Hadasa. Čtvrtí prochází lokální silnice číslo 386. Populaci tvoří 2000 obyvatel, převážně Židů a při klášterech několik desítek křesťanů. Bylo zde usazeno i několik rodin křesťanských Arabů, kteří byli v polovině 20. století vystěhováni z vesnice Ikrit v severním Izraeli.

## Dějiny
Místo bylo osídleno od pravěku, archeologické nálezy pocházejí z doby bronzové a železné. Současné město navazuje na biblické město Bejt ha-Kerem, které zmiňuje například Kniha Nehemjáš 3, 14: Rekábův syn Malkijáš, správce obvodu bétkeremského Podle křesťanských zdrojů jde o rodné místo Jana Křtitele. Panna Marie zde měla navštívit Alžbětu (Lukáš I,41–42, 46–47); místo začalo být uctíváno jako Jeskyně požehnání a bylo již v byzantském období v 5. století upraveno na kryptu. Nad jeskyní, v místě při údajném domku Zacharjáše a Alžběty, byl vystavěn první kostel sv. Jana Křtitele, rozšířený během křižáckých výprav a vzápětí Araby využívaný jako karavansaraj a stáje.
Již během středověku se z lokality stalo poutní místo s dalšími kláštery a kostely. Ve středověku zde žili Arabové. Vesnici nazývali Ajn Karim (křižáci ji označovali jako St. Jehan de Bois). V roce 1596 měla 160 obyvatel, v roce 1922 735 a roku 1945 dosahovala populace již 3180 osob. Fungovaly tu dvě základní školy a mešita. Pocházel odtud šejk Isa Mannun, děkan fakulty základů náboženství Univerzity al-Azhar. Během války za nezávislost, v červenci 1948 vesnici dobyli Izraelci (oddíl Jonatan při skautských jednotkách Gadna) a zdejší obyvatelstvo bylo vysídleno. Do opuštěné vesnice se pak nastěhovali židovští imigranti (zejména z Rumunska a Maroka), později umělci a bohémové. Šlo o jeden z mála případů, kdy opuštěná arabská vesnice nebyla zbořena nebo ponechána jako ruiny, ale nově osídlena při zachování původní zástavby.. Roku 1961 byla obec Ejn Kerem připojena k Jeruzalému jako jeho čtvrť.
Manželka pozdějšího izraelského prezidenta Rachel Jana'it Ben Cvi tu poblíž založila zemědělskou školu Ejn Kerem. Vlastní historická vesnice Ejn Kerem se postupně stále více orientovala na turistický ruch. Usídlilo se tu množství galerií a hudební centrum Tarag.

## Památky
Stojí tu tři hlavní kostely:
- Kostel Navštívení postavil v letech 1939–1955 architekt Antonio Barluzzi. Jednolodní patrový chrám s mozaikou na západním průčelí a hranolovou věží stojí na základech byzantského a křižáckého kostela na skalnatém kopci, sevřený vzrostlými cypřiši. Někdy se nazývá podle Mariiny odpovědi Alžbětě též kostel Chvalozpěvu (Magnificat); ve spodním podlaží v klenutém prostoru krypty stojí kamenná studna, údajné místo jejich setkání, kde vytryskl zázračný pramen. Fresky na stěnách ilustrují tuto biblickou událost. V horním podlaží je chrámový prostor pro bohoslužby, s freskami z roku 1955 ve výklenku apsidy. Terasa před kostelem je upravena ohradní zdí, na které jsou keramické desky s textem chvalozpěvu ve více než 50 světových jazycích.
- Kostel svatého Jana Křtitele z roku 1885 je rovněž patrová bazilika postavená na troskách byzantského kostela, krypta s Jeskyní požehnání, v jejímž interiéru je v podlaze pod oltářem hvězda vykládaná z mramoru s nápisem Hic præcursor Domini natus est (Zde se narodil předchůdce Pána).[8]. Je spravován komunitou františkánů z přilehlé budovy kláštera Casa Nova, při němž je hospic pro poutníky a kolem něj se sdružuje zdejší katolická komunita[9].
- Malý kostel v ulici Oren z roku 1975, rovněž stojící na místě staršího kostela. Nachází se tu také tři kláštery.